# Пуголовка гола
Пу́головка го́ла, або чорномо́рська (Benthophilus nudus) — вид риб з родини бичкових (Gobiidae).

## Ареал
Поширений у басейні Чорного моря. Зустрічається в Тендровській затоці, лиманах північно-західної частини Чорного моря, озерах дельти Дунаю. В річках чорноморського басейну: Дунай до Залізних Воріт, Дністер до Бендер, Дніпро до Києва, Південний Буг.